# Hanafugetsu
Hanafugetsu (яп. 華風月, укр. «Квітка Вітер Місяць») — японський гурт, створений у 2012 році, до складу якого входять провідна вокалістка та піаністка Юко Судзухана, гравець на сякухачі Дайске Камінаґа та гравець на кото Кійоші Ібукуро. Усю їхню музику створено Судзуханою та Ібукуро. На концертах музика часто супроводжується танцями кеншібу Сузухани.
Тріо стало основою ф'южн-метал гурту Wagakki Band.

## Історія
У 2011 році співачка сигін (формат декламації японської поезії) Юко Судзухана, яка була обрана Міс Ніко Нама ニコ生 на музичному фестивалі Niconico Douga 2011, залучила Кійоші Ібукуро та Дайске Камінаґа для виступу на сцені NicoNico Chōkaigi наступного року. У лютому 2012 року тріо офіційно дебютувало як Hanafugetsu.
Назва символізує образ кожного члена: Сузухана = Хана (華, Квітка), Камінага = Фу (風, Вітер), Ібукуро = Мангецу (月, Місяць). Вона походить від японської філософської та мистецької концепції Качоуфугецу (花鳥風月, квітка-птах-вітер-місяць), яка стосується здатності цінувати красу природи та бути зачарованим нею. Ібукуро пояснив, що «зниклий птах» — це комбінований звук трьох учасників разом, який тепер може вільно літати та танцювати навколо своєї аудиторії. Багато їхніх текстів посилаються на поезію та природні теми.

## Склад
- Юко Судзухана — лід-вокал, клавішні
- Дайске Камінаґа — сякухачі
- Кійоші Ібукуро — кото

## Дискографія

### Студійні альбоми
- Kojō no Tsuki, Ruten no Hana (The moon over the lake, the flux of a flower) — 2013[3]
- Theme of Hanafugetsu — 2014[4]
- Ame ga Aketara (When the rain clears) — 2014[5]
- Awaki Utsutsu ni Yume Kasane (Layered dreams in the fleeting reality) — 2017[6]

### Мініальбоми
- Tsuki ni Terasare, Kaze ni Yureru Hana (A flower illuminated by the moon and swaying in the wind) — 2017[7]

### Сингли
- «Karappo Robot» — 2020[8]